# Paratyndaris acaciae
Paratyndaris acaciae es una especie de escarabajo barrenador metálico del género Paratyndaris, de la familia Buprestidae, orden Coleoptera.

## Distribución
Se distribuye por la ecozona del Neártico.

## Taxonomía
Fue descrita por Knull en 1937 y publicada en Knull J. N. New species of Paratyndaris with notes on described forms (Coleoptera: Buprestidae). Annals of the Entomological Society of America 30:252-257. (1937).